# Índio do Buraco
Índio do Buraco (in italiano, letteralmente, "Indigeno del buco") o Índio Tanaru è il nome dato all'ultimo uomo appartenente a un'etnia indigena sconosciuta che fu massacrata da agricoltori e proprietari terrieri negli anni 1980 e 1990. Dopo lo sterminio della sua gente, l'uomo, che si stima sia nato intorno al 1960, iniziò a vagare da solo nella regione amazzonica situata nella parte occidentale dello Stato brasiliano della Rondônia, vicino alla città di Corumbiara, vivendo di caccia e raccolta, in solitudine, fino alla morte, avvenuta nell'agosto del 2022. Il giorno 23 di quel mese, infatti, l'uomo è stato rinvenuto senza vita nella sua amaca da agenti della Fundação Nacional do Índio (FUNAI).
I documenti del FUNAI che per primi attestano l'esistenza dell'uomo, di cui non si conosce il nome o che lingua parlasse e il cui soprannome proveniva da una buca lunga circa un metro, larga mezzo e profonda anche più di tre, che si trovava sempre all'interno delle capanne di paglia costruite dall'uomo ma il cui scopo è rimasto ignoto, risalgono al 1996, tuttavia è stato solo l'anno seguente che alcuni membri della fondazione sono riusciti a stabilire un contatto visivo con lui. Nonostante, per quanto si sappia, non abbia mai comunicato con nessuno, sulla base di tracce e segnalazioni di tribù conosciute nella regione, è stato ipotizzato che la sua famiglia sia stata assassinata nel 1995 da persone interessate a impossessarsi delle terre indigene che non erano ancora state incluse in riserve naturali protette dallo Stato, motivo che ha peraltro comportato un genocidio di innumerevoli popolazioni autoctone della regione amazzonica che si è protratto per anni.

## Genocidio
A partire dal 1986 iniziarono a diffondersi diverse notizie sul massacro di indigeni isolati facenti parte di tribù mai contattate, come gli Akuntsu e i Kanoê, che stava avvenendo in Rondônia. Secondo quanto riferito, le uccisioni erano iniziate dopo la costruzione di una strada nel sud dello Stato, negli anni 1970 ed erano continuate nel decennio successivo. Dopo le segnalazioni, il sertanista (parola portoghese che sta ad indicare un etnografo esperto dei territori interni del Brasile che è al contempo anche un attivista per i diritti degli indios) del FUNAI Marcelo Santos, accompagnato dal regista Vincent Carelli, si recò nella regione e riuscì a filmare utensili e tracce dell'esistenza di un precedente villaggio indigeno in un luogo allora abitato da contadini, prima di essere cacciato dai contadini stessi. Screditato e accusato di essere un "nemico dello sviluppo", Santos, a cui fu imposto il divieto di tornare nella regione, lasciò la fondazione e la storia cadde nell'oblio.
Nel 1995, Santos, tornato nel FUNAI, riuscì a tornare in Rondônia alla ricerca di indigeni sopravvissuti, accompagnato, oltre che da Carelli, anche da giornalisti del quotidiano O Estado de S. Paulo. La spedizione dimostrò l'esistenza di indios nella regione, i quali, filmati e fotografati, finirono sulle prime pagine dei principali giornali brasiliani. Le associazioni contadine, dal canto loro, contestarono le immagini, sostenendo che si trattasse di fotomontaggi realizzati dal FUNAI.
Si ritiene che la tribù a cui apparteneva l'Índio do Buraco sia stata vittima di tale genocidio degli indigeni amazzoni che si protrasse fino al 1995, quando gli ultimi sopravvissuti furono uccisi, tranne per l'appunto l'Índio do Buraco, furono uccisi da minatori abusivi, i garimpeiros. Il FUNAI scoprì nel 1996 i resti di quello che probabilmente fu un loro villaggio e che era stato raso al suolo dai trattori. Fino ad allora, nessuno studio era stato compiuto su di essi, e non è quindi noto né quale lingua parlessero, né come identificassero loro stessi, né altro.

## Contatti
La spedizione di Santos continuò la sua ricerca di nuove tracce di popoli massacrati e probabili sopravvissuti trovando, lungo il suo percorso, improvvisate capanne di paglia, tutte con una grande buca scavata all'interno (negli anni, il FUNAI, e in particolare la sua divisione Frente de Proteção Etnoambiental, FPE, ne conterà oltre 50). Soprannominarono il loro residente "Índio do Buraco" e finalmente, qualche tempo dopo, riuscirono a trovarlo all'interno di una delle capanne; tuttavia l'uomo scappò prima che fosse possibile avere qualunque contatto con lui. Tra le testimonianze della vita quotidiana dell'uomo c'erano una piccola area coltivata, utilizzata per produrre mais e manioca, alcune trappole cacciare, bastoncelli utilizzati per estrarre il miele dagli alveari e le già menzionate capanne con all'interno una specie di fossa a cielo aperto. Sebbene la sua utilità rimanga sconosciuta, quest'ultima traccia è comunque servita a identificare i resti dei villaggi dell'etnia a cui apparteneva l'uomo, le cui capanne erano tutte dotate di tali buche.
Dal 1997, il FUNAI ha organizzato diverse spedizioni in Rondônia per monitorare la posizione e le condizioni di sopravvivenza dell'indigeno. Nessuno è comunque mai riuscito a comunicare con l'uomo, in quale ha sempre evitato ogni contatto, abbandonando le proprie capanne e reagendo anche in modo aggressivo a tentativi di contatto evidentemente da lui ritenuti minacciosi, arrivando persino a lanciare frecce agli uomini della fondazione e ferendone uno nel 2006. Dopo quell'episodio, il FUNAI decise di cambiare strategia, interdicendo nel 2007 un'area di 80 chilometri di raggio attorno alla regione dove risiedeva l'uomo, monitorandone le peregrinazioni e curando la tutela della sua riserva territoriale, che, a partire dal 1998, tramite decreti governativi, era stata a lui riservata in maniera esclusiva. L'unica forma di comunicazione mantenuta con l'indio era l'offerta di cibo e talvolta anche di rudimentali utensili, lasciati nella foresta dai membri del FUNAI. Dal canto suo, sembra che l'uomo abbia in più occasioni segnalato alle squadre del FUNAI come evitare alcune trappole che aveva scavato per difesa o per cacciare.
Nel 2018, con lo scopo di porre l'attenzione dell'opinione pubblica sulle minacce gravanti sulle popolazioni mai contattate del Brasile, il FUNAI ha mostrato al pubblico un video dell'Índio do Buraco, in cui l'uomo, che sembrava avere una cinquantina d'anni, appariva in buono stato di salute.

## Tentato omicidio
Nel 2009, Vincent Carelli lanciò il pluripremiato lungometraggio Corumbiara, contenente filmati di popolazioni indigene isolate della regione amazzonica, in una scena del quale veniva mostrato un contadino che afferma di voler sparare all'Índio do Buraco. Nel novembre dello stesso anno, uno dei posti di sorveglianza del FUNAI nella riserva fu attaccato e vandalizzato da un gruppo armato che distrusse un'antenna radio, pannelli solari, tavoli, sedie, scaffali e una stufa a legna, lasciando due proiettili di fucile davanti alla sede. Secondo la fondazione, l'azione fu opera di contadini della regione, che non avevano mai accettato la restrizione imposta sugli 8 070 ettari della riserva indigena Tanaru. Le tracce osservate in seguito nel sito, tuttavia, indicarono che l'indigeno era sopravvissuto all'attacco.
Nel gennaio 2010, allertate dall'attacco, le organizzazioni di difesa indigene pubblicarono una lettera richiamando l'attenzione sulle condizioni critiche dei gruppi isolati in Amazzonia e in particolare delle tribù della Rondônia. Il messaggio, indirizzato all'allora presidente Luiz Inácio Lula da Silva, lamentava anche la minaccia ai gruppi rappresentata dalle costruzioni nella valle del Guaporé e sul fiume Madeira. Nel maggio dello stesso anno, a Brasilia, l'ONU tenne una riunione di consultazione sulle linee guida per la protezione delle popolazioni indigene isolate e in primo contatto in Amazzonia e nel Gran Chaco. La Procura federale affermò in seguito che l'istituto avrebbe attuato il "principio di precauzione", al fine di evitare il contatto e l'alterazione delle terre abitate dagli indigeni, vista l'interdipendenza tra questi popoli e l'ambiente in cui vivono.

## Morte
Il 23 agosto 2022, l'Índio do Buraco è stato trovato morto in un'amaca, nella sua ultima capanna, da Altair José Algayer, un agente del FUNAI. È stato stimato che l'uomo sia morto nel mese di luglio per cause non violente, come faceva supporre il luogo del ritrovamento, e che avesse all'incirca una sessantina d'anni. Il 27 agosto, il già citato Marcelo Santos, sostenuto da diversi gruppi di attivisti per i diritti degli indigeni, ha affermato che l'uomo, il cui corpo era stato mandato a Porto Velho per l'autopsia, avrebbe dovuto essere sepolto nello stesso posto in cui era vissuto, e che il governo brasiliano avrebbe dovuto provvedere immediatamente a proteggere tale territorio onde evitare la sua invasione e degradazione da parte di minatori e contadini.

## Media
La storia dell'Índio do Buraco è stata trasposta in un libro scritto dal giornalista americano Monte Reel. L'opera, intitolata The Last of the Tribe: The Epic Quest to Save a Lone Man in the Amazon, è stata pubblicata nel 2010 da Simon & Schuster. Nel 2011, i diritti cinematografici del libro sono stati acquistati da una società di produzione di Hollywood.